# Hana Bohuslávková
Hana Bohuslávková, rozená Poskočilová, (* 16. května 1968 Jablonec nad Nisou) je bývalá československá sportovní plavkyně.

## Sportovní kariéra
Narodila se do sportovní rodiny. Otec Bedřich Poskočil patřil ve svém mládí k nejlepším severočeským oštěpařům. Plavat se naučila v jabloneckých městských lázních, v nestandandartním 15×12 metrovém bazénu na kurzech plavání pořádaných střediskem plavecké výuky školského odboru ONV – první moderní krytý 25 m bazén byl s pomocí národního podniku Javoz otevřen až v roce 1987. Po absolvovaní kurzu byla vybrána do plavecké přípravky oddílu TJ Bižuterie pod trenérské vedení Jiřího Hušky. Specializovala se na plavecký styl prsa.
V dubnu 1982 ve svých necelých 14 letech vyhrála na Velikonoční velké ceně v Praze s převahou 100 m prsa a zaujala trenéra pražského střediska vrcholového sportu (SVS) Rudolfa Poledníka. Na podzim přestoupila do oddílu pražských vysokoškoláků a byla zařazena do SVS ministerstva školství. Po boku často zraněné Lenky Smolákové se v zimní sezóně 1983 vytáhla do pozice přední české prsařky. V červenci na letním mistrovství republiky opanovala obě prsařské disciplíny a 100 m prsa vyhrála na juniorku ve výborném čas 1:15,77. Na srpnovém mistrovství Evropy juniorů ve francouzských Mylhúzách postoupila na 200 m prsa do finále, kde časem 2:43,55 obsadila poslední 8. místo. Výsledek na 100 m prsa agentury neuvedly.
V olympijském roce 1984 u ní nastala stagnace výkonnosti. Trenéři na ní oceňovali bojovnost, ale až příliš často jí hlavně v tisku bylo předhazováno, že má při výšce necelých 160 cm velký tělesný handicap stát se světovou plavkyní.
V zimní sezóně 1985 opět zabojovala a zlepšila své dva roky staré osobní rekordy. V přípravě se více soustředila na 200 m prsa. V letní sezóně se od ní čekal útok na magickou hranici 160 vteřin (2:40). V červnu tuto metu poprvé pokořila časem 2:39,97. Jako čtvrtá žena v Československu po své trenérce Ireně Svobodové (Fleissnerové), Haně Březíkové a Lence Smolákové zvládla tuto hranici a z plaveckého svazu jí záhy přišla nominace na srpnové mistrovství Evropy v bulharské Sofii. V Sofii plavala obě prsařské tratě. Na 200 m v rozplavbách zabojovala, pokořila opět hranici 160 vteřin a časem 2:39,46 postoupila do B-finále. V odpoledním B-finále však závod vypustila a v čase 2:43,29 skončila na posledním 8. místě (celkově 16.). Další den však 100 m prsa nezaplavala dobře, čas 1:16,56 stačil na 22. místo. Po dvou dnech volna plavala druhý prsařský úsek polohové štafety, která skončila v cíli na posledním 12. místě v čase 4:28,65.
Sezónu 1986 pojala odpočinkově, v květnu jí čekala maturita. Hranici 75 vteřin na 100 m prsa a 160 vteřin na 200 m prsa nepřekonala a tím i limit na mistrovství světa v Madridu. Na domácí půdě sváděla napínavé souboje s mladou olomouckou prsařkou Lenkou Krbečkovou. Na podzim nastoupila do prvního semestru na pražskou FTVS. 
V roce 1987 startovala v červenci na univerziádě v Záhřebu. Do Záhřebu odjížděla po dodatečné nominaci, když si na červnovém letním mistrovství republiky v závodě na 200 m prsa zaplavala osobní rekord 2:38,63. Na univerziádě plavala v rozplavbách čas 2:39,99, který stačil na postup d B-finále. V odpoledním B-finále obsadila v čase 2:40,26 3. místo (celkově 11.). Na 100 m prsa postoupila do B-finále, ve kterém plavala čas 1:15,63 a obsadila 4. místo (celkově 12.).
V olympijském roce 1988 si v březnu zaplavala osobní rekordy na 100 m prsa (1:14,10) i 200 m prsa (2:38,19). a ukázala, že to s kvalifikací na olympijské hry v Soulu myslí vážně. V prvním půl roce jí však svými výsledky zastíňovala mladá Magda Šplíchalová, která dokonce v červnu překonala nedostižný československý rekord Ireny Fleissnerové z roku 1980. Na červencovém letním mistrovství republiky měla poslední šanci splnit mimořádně tvrdé limity svazu (100 m prsa 1:12,30, 200 m prsa 2:34,80). Na 200 m prsa se Šplíchalovou prohrála o 11 setin a výsledný čas 2:38,40 na limit nestačil. Druhý den však zabojovala, na 100 m prsa si výrazně zlepšila osobní rekord na 1:13,69 a především nechala Šlíchalovou za sebou.
Poolympijskou sezónu 1989 začala v březnu úspěšně. Na zimním mistrovství republiky zaplavala 200 m prsa v osobním rekordu 2:36,92. V letní sezóně skončila na letním mistrovství republiky dvakrát druhá za Magdou Šplíchalovou.
Sportovní kariéru ukončila po letní sezóně 1990.